# Ala-Sieksijärvi
Ala-Sieksijärvi eller Alasieksijärvi är en sjö i Finland. Den ligger i kommunen Enare i landskapet Lappland, i den norra delen av landet, 1 000 km norr om huvudstaden Helsingfors. Ala-Sieksijärvi ligger 118,7 meter över havet. Arean är 73,9 hektar och strandlinjen är 6,97 kilometer lång. Sjön  ingår i Pasvik älvs huvudavrinningsområde. 